# Светлогорск (Челябинская область)
Светлого́рск — посёлок в Агаповском районе Челябинской области. Административный центр Светлогорского сельского поселения.

## География
Посёлок находится на юго-западе Челябинской области, на правом берегу реки Зингейка, на расстоянии 16 км (по прямой) к югу от села Агаповка, административного центра района. Абсолютная высота — 338 м над уровнем моря.

## Население
| 1970 | 1995  | 2002 | 2010 |
| ---- | ----- | ---- | ---- |
| 445  | ↗1215 | ↘989 | ↘915 |

### Половой состав
По данным Всероссийской переписи, в 2010 году численность населения посёлка составляла 915 человек (418 мужчин и 497 женщин).

## Улицы
| - ул. Дорожная, - ул. Конечная, - ул. Молодёжная, - ул. Профсоюзная, | - ул. Степная, - пер. Строителей, - ул. Цементников, - ул. Школьная. |

## Инфраструктура
В посёлке действуют средняя школа, детский сад, дом культуры и отделение «Почты России».